# Vidróczki Márton
Vidróczki Márton (Mónosbél, 1837. november 12. – Nagybátony-Tiribes puszta (ma Mátraverebély), 1873. február 8.), más változatok szerint Vidrócki, Vidrovszky, Mitróczy; híres mátrai betyár.

## Élete

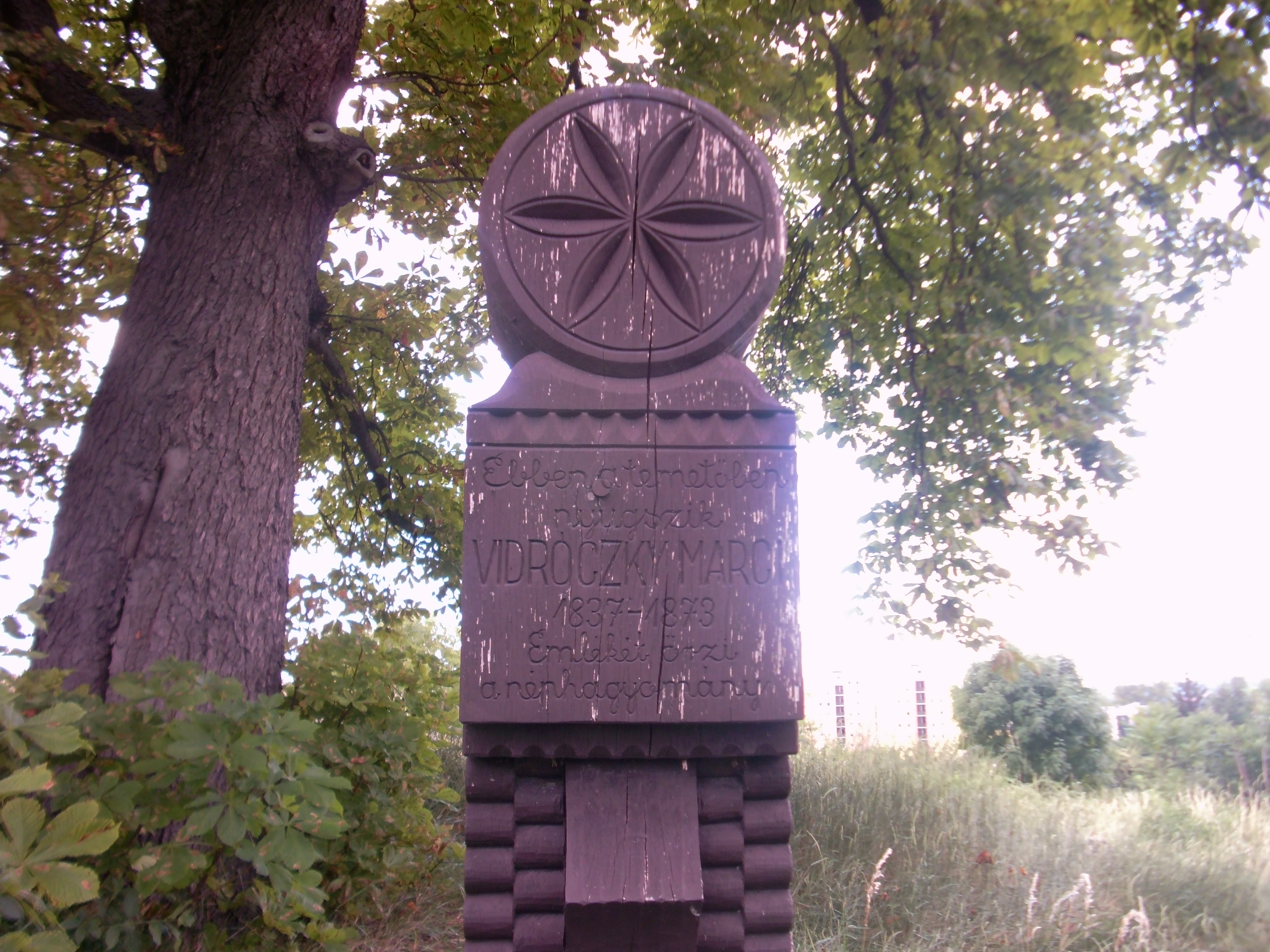
Vidróczki Márton síremléke Egerben

1837-ben született Vidrótzky András juhász és Kormos Panna fiaként, katolikus családba. Azt, hogy miért választotta a szegénylegények hányatott életét, a néphagyomány sokféleképpen magyarázza. Egyes történetek szerint katonaszökevény volt, mások szerint bojtár korában kegyetlenül megverte a számadója, s ezért állt betyárnak, de romantikus szerelmi történetről, árva sorsról, törvénytelen származásról is szólnak mondák. Legvalószínűbbnek az első két verziót tartják a kutatók.
A mondák szerint szép, derék ember volt, lobogós ujjú inget, bő gatyát viselt, pisztolyokkal, puskákkal bőven felszerelkezve járt. A  hiedelem szerint nem fogta a golyó, kegyetlenül megbüntette ellenségeit, nagylelkűen meghálálta a segítséget. Csak a gazdagtól rabolt, a szegényt nem bántotta. Sok történet szól vakmerőségéről, féktelen természetéről, mulatozásairól. Mindezek miatt félelemmel vegyes tisztelet övezte nevét az emberek között.
Egyszer megjelent egy Mikófalván tartott menyegzőn, amikor a pandúrok már országosan körözték, s egy nemes úr (melléthei Barna István) – akinek korábban megmentette az életét – juhásznak öltözve a subája alatt menekítette ki.
A betyár haláláról szintén többféle verzió látott napvilágot. Egyes történetek szerint szeretője árulta el, többek szerint azonban egyik társa ölte meg. A korabeli sajtó közleménye is ezt igazolja. Ezek szerint Pintér Pista, egyik bandatársa végzett vele a Nagybátonyhoz tartozó Tiribes puszta (ma Mátraverebély) határában.
Örök álmát pedig Egerben, a Rókus temetőben alussza. Sírját kopjafa jelöli.

## Emlékezete
- A nevéhez kapcsolódó énekes szájhagyomány (dalok, balladák, mondák) – amely elsősorban a Mátra környékén ismert – a betyárköltészet általános sztereotip formuláit viseli.
- Életét és halálának körülményeit Kodály Zoltán Mátrai képek című művében idézi fel ezzel a két dallal: A Vidrócki híres nyája és a Már Vidrócki emelgeti a bankót.
- A Csernely község határában nyíló Betyárkút a szájhagyomány szerint róla kapta a nevét.
- Mátrakeresztesen és Miskolcon is található egy-egy barlang, amelyeket a búvóhelyének tartott a helyi lakosság (Vidróczki-barlang, Sólyom-kúti-sziklaüreg).

## A Vidróczki hires nyája
| A Vidróczki hires nyája |
| --- |
| A Vidróczki hires nyája Csörög-morog a Mátrába. Csörög-morog a Mátrába, Mert Vidróczkit nem találja. Mikor betyár voltam, Szabad madár voltam. Szabad madár voltam, Mindig kóboroltam. Csak a rózsám mondta: Feküdj mellém, kedves! Feküdj mellém, kedves, Szívem érted verdes. Hej, Vidróczki, édes lelkem, Vacsorát is készítettem, Ágyamat is megvetettem, Lepihenhetsz énmellettem. Hej Vidróczki, vadgalambom, A hajamat is kibontom, Megoldom a pendelyemet, Hajtsd mellemre a fejedet! Csak a rózsám mondta: Feküdj mellém, kedves! Feküdj mellém, kedves, Szívem érted verdes. De hogy elaludtam, Fogott madár voltam. Fogott madár voltam, Abba belehóltam. Kelj fel, Vidróczki, add meg magad! Ma akasztják a betyárokat! Kelj fel, Vidróczki, add meg magad! Ma akasztják a betyárokat! Hej, Vidróczki, ez a csárda Körül van zsandárral állva, Megmentheted a nyakadat, Ha megadod most magadat. Hej Vidrócki, most gyere ki, Hat vármegye vár ideki! Mit ér nekem hat vármegye, Tizenkettő jöjjön ide! Kelj fel, Vidróczki, add meg magad! Ma akasztják a betyárokat! Készülj, Vidróczki, add meg magad! Ma akasztják a betyárokat! Hej Vidróczki, elárultak, A pandúrok körbefogtak, Be is lőttek az ablakon, Piros vér foly az asztalon. Hej, Vidróczki, most véged van, Az életed kezünkben van! Meg van töltve hat pisztolyom, Az életem drágán adom! Hej Vidróczki, szép szeretőm, Csupa vér lett a keszkenőm, Folytassad a betyárkodást, Megbántam már az árulást. Hej, Istenem, jó Istenem! Ki árulhatott el engem? Vagy barátim, vagy szeretőm, Vagy elárult a teremtőm! A Vidrócki sírhalmára Gyöngy hull a koporsójára. Ki szerette, ki feladta, A Vidróczkit az siratja. |